# Amon Ereb
Amon Ereb is een heuvel uit de Silmarillion uit de boeken van J.R.R. Tolkien.
Zoals te zien is op de kaart die voor in de Silmarillion afgedrukt is, ligt deze heuvel in Oost-Beleriand, tussen het Ramdal en de rivier de Gelion. De naam betekent: eenzame heuvel. De Amon Ereb wordt ook wel aangeduid als Ereb.
Op deze berg kwam Denethor om het leven tijdens de Eerste Slag van Beleriand. Later, na de overwinning van Morgoth trok Maedhros zich hier terug.